# مزرعاوي (حسيني)
مزرعاوي (بالفارسية: مزرعاوی) هي منطقة سكنية تقع في إيران في قسم حسيني الريفي. يقدر عدد سكانها بـ 62 نسمة بحسب إحصاء 2016.